# Charles Carnegie
Charles Alexander Bannerman Carnegie de Kinnaird y de Pitcarrow, XI conde de Southesk, XI barón Carnegie de Kinnaird, III barón Balinhard de Fanfell, en el Condado de Forfar, KCVO (23 de septiembre de 1893-16 de febrero de 1992), llamado el honorable Charles Carnegie antes de 1905 y lord Carnegie, entre 1905 y 1941, fue esposo de la princesa Maud de Fife, nieta del rey Eduardo VII.

## Primeros años y matrimonio
Charles Alexander Carnegie nació el 23 de septiembre de 1893 en Edimburgo, Escocia. Su padre era el X conde de Southesk, hijo del IX conde de Southesk y lady Catherine Hamilton Noel. Su madre era Ethel Mary Elizabeth Bannerman. Cuando su padre heredó el condado en 1905 fue titulado lord Carnegie como hijo mayor del conde de Southesk. Lord Carnegie fue educado en el Eton College. Se unió al Ejército Británico y recibió una comisión en la Guardia Escocesa. En 1917, se desempeñó como ayudante de campo del virrey de la India.
El 12 de noviembre de 1923 se casó con la princesa Maud de Fife en la Real Capilla Militar, Wellington Barracks, Londres. La princesa Maud era la hija menor de Alexander Duff, I duque de Fife, y de Luisa, princesa real. Maud ostentaba el título de princesa británica con el tratamiento de alteza concedido por su abuelo el rey Eduardo VII del Reino Unido en 1905. Después de su matrimonio la princesa Maud dejó de utilizar el título de princesa y el tratamiento de alteza (aunque legalmente aún estaba facultada para utilizarlos) y fue conocida como lady Carnegie. La pareja tuvo un único hijo, James George Alexander Bannerman Carnegie, III duque de Fife, XII conde de Southesk (nacido el 23 de septiembre de 1929).

## Conde de Southesk
El X conde de Southesk murió el 10 de noviembre de 1941 y lord Carnegie se convirtió en el XI conde de Southesk. Maud llegó a ser conocida como la condesa de Southesk. A pesar de que no llevaban a cabo deberes reales, lord y lady Southesk eran considerados miembros de la Familia Real. Ambos asistieron a la coronación del primo de Maud, el rey Jorge VI.

## Segundo matrimonio
Maud murió en 1945 de una bronquitis. Lord Southesk volvió a casarse con Evelyn Julia Williams-Freeman (nacida el 27 de julio de 1909) el 16 de mayo de 1952 en el Palacio de Scone en Perthshire, Escocia. Evelyn estuvo casada con el mayor Ion Edward Fitzgerald Campbell, tuvieron un hijo, Ion Edward Fitzgerald Campbell.

## Muerte
Lord Southesk murió el 16 de febrero de 1992 a los 98 años en Brechin, Angus, Escocia, después de haber sido vicepresidente del Conservative Monday Club.
Su hijo mayor, James, ya había heredado de su tía, la princesa Alejandra, duquesa de Fife, el título de duque de Fife. El título de conde de Southesk pasó a ser utilizado como título subsidiario del duque de Fife, y es utilizado por el nieto del XI conde, David Carnegie, conde de Southesk.

## Títulos y estilos
- 1893-1905: El honorable Charles Carnegie.
- 1905-1941: Lord Carnegie.
- 1941-1992: Su señoría, el conde de Southesk.

- Datos: Q3271148